# توری لین
لیسا نیکول پیساکی (به انگلیسی: Lisa Nicole Piasecki) شناخته شده با نام حرفه‌ای‌اش توری لین (به انگلیسی: Tory Lane) ، بازیگر و کارگردان پورنوگرافی و همچنین رقاص استریپ و مدل برهنهٔ مشهور آمریکایی است. او در ۳۰ سپتامبر ۱۹۸۲ و در فورت لادردیل، فلوریدا به دنیا آمد. پس از تمام کردن دبیرستان در دانشگاه در رشته بازرگانی مدرک کاردانی گرفت و پس از آن به کارهای متعددی از جمله رقصندگی برهنه و بازی در فیلم‌های پورنوگرافی مشغول شد. او ازدواجی ناموفق نیز با اپراطور دوربین و بازیگر فیلم‌های بزرگسالان، ریک شیملس (به انگلیسی: Rick Shameless) داشته که به زندگی حرفه‌ای او نیز لطمه وارد کرده‌است.
در رقصندگی نیز استریپری برجسته و ماهر است. وی تورهایی را به مقصد کاباره‌ها، کلوب‌های شبانه و باشگاه‌های استریپ در سراسر جنوب غربی آمریکا برگزار می‌کرد و در آن‌ها برای کار خود طرفداران بیشتری به دست می‌آورد. البته او هم‌اکنون دیگر به رقص استریپ نمی‌پردازد و کارش را روی پورنوگرافی متمرکز کرده‌است. در حرفهٔ پورنوگرافی او تاکنون در بیش از ۵۰۰ فیلم بازی کرده که بیشتر آن‌ها از نوع هاردکور، آنال و گونزو (به انگلیسی: Gonzo) بوده‌اند.

## زندگی‌نامه

### سال‌های ابتدایی
لین در فورت لودرلاد، فلوریدا متولد شد. لین در سن شش سالگی آموزش باله کلاسیک را آغاز کرد. پس از دبیرستان، او به کالج اجتماعی بروارد رفت و با مدرک کاردانی در رشته بازرگانی فارغ التحصیل شد. او به عنوان بارمن در یک بار به نام اتاق البو در ساحل فورت لادردیل کار می کرد.او همچنین در رستوران هوترز ، یک کتابفروشی بزرگسالان، و به عنوان یک رقصنده در کلوپ های استریپ در فلوریدا کار می کرد.
او در کلوب فلوریدا استریپر یا رقاص برهنه شد و در اینجا بود که توسط شرکت استعدادیابی مدل لس آنجلس به حرفهٔ پورنوگرافی و فیلم و عکس‌های سکسی روی آورد. این سازمان که توری لین را به پورنوگرافی جذب کرده یک سازمان استعداد یابی است که صنعت لس آنجلس را با بازیگران زنی که جذب کرده تأمین می‌کند.

### ورود به پورنوگرافی
پس از امضای قرارداد با «LA Direct»، اولین صحنهٔ خود را با بازی در «Suze Randall's The Young» و «The Raunchy» به نمایش گذاشت. او در این هنگام ۲۱ سال داشت. از آن زمان تاکنون او در ۵۷۱ فیلم ظاهر شده که به‌طور کلی در ژانرهای آنال، هاردکور و گونزو قرار می‌گیرند. او برای اجرای برنامه‌های پورنوگرافی بسیار مشتاق بود و به سکس دهانی، هاردکور، کیر در حلق و سکس مقعدی بسیار علاقه نشان داده‌است. وی در هنگام سکس برای تحریک بیننده از عبارات رکیک با لحنی شیطنت آمیز استفاده می‌کند. توری هفت فیلم را نیز کارگردانی کرده‌است.

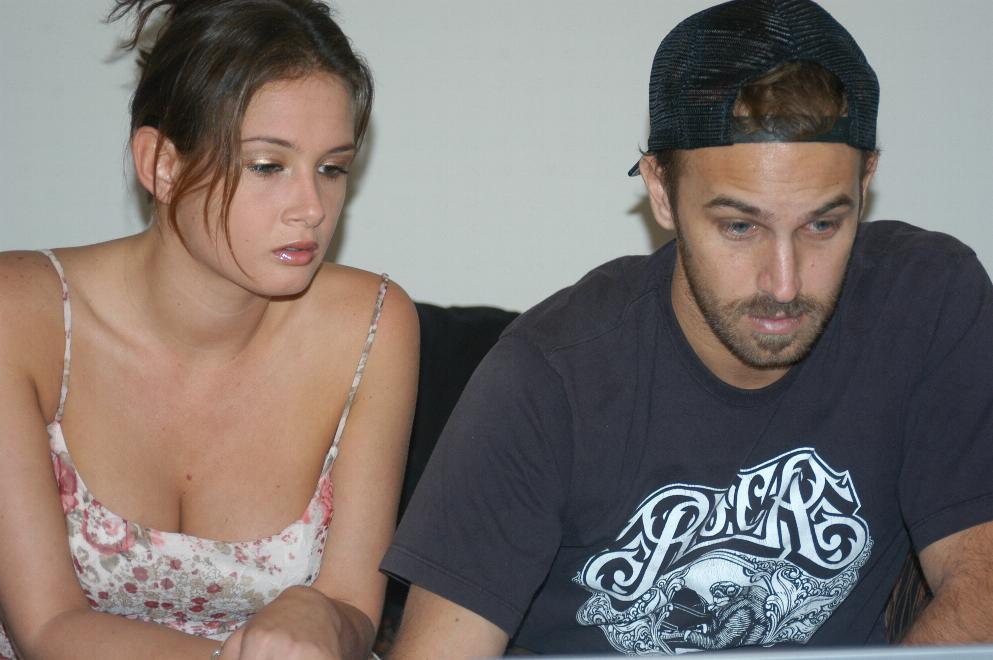

### ازدواج و فرار
پس از حدود چهار ماه او به همراه اپراطور دوربین و بازیگر مرد بزرگسالان، ریک شیملس به لاس وگاس، نوادا و در سال ۲۰۰۵ فرار کرد. پس از ازدواج نیز تصمیم گرفت که به خاطر شوهرش فقط در فیلم‌های لزبین به رابطهٔ جنسی بپردازد و با جنس مخالف سکس نکند. اما وقتی که فهمید چه کار کرده و به دلیل اینکه خودش قراردادهایش با شرکت‌های لس آنجلسی را لغو کرده بود از شوهرش طلاق گرفت و دوباره به لس آنجلس برگشت. او همچنین دوباره به سکس با جنس مخالف پرداخت.

### بازگشت به صنعت بزرگسالان
لین رقص استریپ را ادامه داد. او تورهایی برگزار می‌کند و به پاشگاه‌های استریپ و کلوب‌های شبانه در تمام جنوب غربی آمریکا می‌رود و به عنوان یک رقاص استریپ با تجربه بسیار شهرت دارد و با اینکار حرفه اش را تبلیغ می‌کند. او همچنین وبسایتی رسمی برای شات‌های صحنه‌های منحصر به فرد و همین‌طور طرح بندی عکس‌ها دارد. وی در چت‌های آنلاین شرکت می‌کند و همین‌طور پاسخ ایمیل‌ها را شخصاً می‌دهد. در ماه مه ۲۰۰۷ او قراردادی دوساله با شرکت «Sin City» هم برای بازیگری و هم کارگردانی امضا کرد.

## زندگی شخصی
لین دوست شخصی جنیفر کچم است و در کتاب خاطرات او در سال 2012 من جنی هستم . کچام اظهار داشت که لین از پولی که در صنعت به دست آورده بود برای تأمین نیازهای خواهر، خانواده بزرگ و خود استفاده می کرد و او را «یکی از معدود دختران مسئول در صنعت» توصیف کرد.